# Louis Napoléon Lannes
Pour les articles homonymes, voir Lannes et Montebello.
Pour les autres membres de la famille, voir Famille Lannes de Montebello.
Louis Napoléon Auguste Lannes, né à Paris le 30 juillet 1801 et mort au château de Mareuil-sur-Ay (Marne) le 18 juillet 1874, 2e duc de Montebello, est un diplomate et homme politique français du XIXe siècle.

## Biographie
Fils aîné de Jean Lannes, 1er duc de Montebello (mortellement blessé à la bataille d'Essling), et de sa seconde épouse, Louise de Guéhéneuc, Napoléon Lannes fut fait pair de France à la seconde Restauration « en considération des services rendus par son père », mais il ne prit séance au Palais du Luxembourg qu'après la Révolution de 1830.

### Chambre des pairs et diplomatie
Il a pour précepteur Victor Cousin. Sous son influence, il participe aux complots contre les Bourbons de 1820 et assure le commandement d'une Compagnie franche des écoles.
Polytechnicien démissionnaire (X1821,), il voyage beaucoup, notamment aux États-Unis, puis avait été attaché à l'ambassade de France à Rome auprès du vicomte de Chateaubriand (1828-1829). En avril 1829, il se rendit à Bogota (Grande-Colombie) avec Charles Bresson dans une mission secrète: proposer une couronne à Simon Bolivar et faire de la Colombie une monarchie constitutionnelle qui, après la mort de Bolivar, serait régie par un prince français.
Il parut d'abord, par ses votes, se rattacher au parti légitimiste, mais il ne tarda pas à se rallier pleinement à la monarchie de Juillet et vota dès lors avec les doctrinaires. Il siège régulièrement à la Chambre des pairs (1830-1833), prit la parole dans un grand nombre de discussions concernant la liberté de la presse, l'hérédité de la pairie (1831), la contrainte par corps, le budget, l'avancement dans l'armée (1832).
Rentré dans la diplomatie, il fut envoyé en mission au Danemark près la cour de Copenhague (1833), puis nommé ministre plénipotentiaire à Berlin[réf. à confirmer].
À la Chambre des pairs, il appuya l'amendement Cousin à la loi abrogeant la journée de deuil en l'honneur de Louis XVI du 21 janvier. Partisan des lois de septembre 1835, il les soutint à la tribune et proposa à ses collègues de traduire devant eux le gérant du journal La Tribune.
En 1836, il fut nommé ambassadeur de France près la Confédération suisse en remplacement du marquis de Rumigny, jugé trop favorable aux démocrates helvétiques. Le duc de Montebello ayant des sympathies opposées, sa nomination était destinée à plaire à l'Autriche, dont la France cherchait alors à se rapprocher tant pour rompre son isolement en Europe que pour assurer l'établissement matrimonial du duc d'Orléans. Il obtint des autorités confédérales l'internement des réfugiés politiques pouvant troubler la sécurité des États voisins ainsi que l'expulsion du prince Louis-Napoléon Bonaparte, qui résidait en territoire helvétique, au château d'Arenenberg, mais la manière dont cette demande fut présentée faillit amener la guerre entre les deux pays.
Il fut ensuite chargé de représenter la France à Naples, auprès du roi des Deux-Siciles, Ferdinand II (1838).
Il fut appelé, le 1er avril 1839, à remplacer Louis-Mathieu Molé comme ministre des Affaires étrangères dans le ministère provisoire qui fut dissous le 12 mai suivant. Il remit alors son portefeuille au maréchal Soult et rentra dans la Chambre des pairs où il parla sur la propriété littéraire, sur la Légion d'honneur, sur l'emprunt grec, sur le travail des enfants dans les manufactures.
Il repartit pour Naples comme ambassadeur en 1840, où il négocia le mariage du duc d'Aumale avec Marie-Caroline de Bourbon, princesse de Salerne (1844).
Le 9 mai 1847, le duc de Montebello remplaça l'amiral-baron de Mackau comme ministre de la Marine et des Colonies dans le gouvernement Guizot. Il présenta, en cette qualité, un rapport au roi dans lequel il se prononçait contre l'émancipation des esclaves, et quelques projets de loi relatifs à la juridiction des cours d'assises aux colonies, aux corps de l'administration du contrôle et de la comptabilité de la marine et participa aux débats sur le budget, sur les défrichements, sur l'enseignement et l'exercice de la médecine et de la pharmacie, etc. L'ayant entendu parler, Victor Hugo, alors son collègue à la Chambre, eut ce mot cruel : « Son père s'appelait Lannes. Je crains qu'il ne faille maintenir la prononciation et changer l'orthographe. »

### Deuxième République et Second Empire
Il quitta le pouvoir après la Révolution de 1848. Ses opinions conservatrices et monarchistes le firent élire, le 13 mai 1849, le 7e sur 8, dans la coalition des « anciens partis », député de la Marne, département dans lequel il possédait des vignobles considérables, à l'Assemblée législative. Il fit partie de la commission dite « de prorogation » et se borna à voter constamment avec la majorité : pour l'expédition de Rome, pour la loi Falloux-Parieu sur l'enseignement libre, pour la restriction du suffrage universel, etc. Il siège au sein de la Commission sur l'assistance et la prévoyance publiques présidée par Thiers.
Il n'adhéra pas d'emblée au coup d'État du 2 décembre 1851, éleva même des protestations et se tint quelque temps à l'écart. C'est vers cette époque qu'il participa, à la fondation de la Compagnie générale des eaux (devenue Vivendi en 1998). Il avait été aussi actionnaire du Globe (1828-1830).
S'étant ravisé, il fut nommé, le 15 février 1858, ambassadeur en Russie en remplacement du comte de Rayneval. Dans ce poste, où il resta jusqu'en 1864, il eut à négocier, entre autres, la convention du 6 avril 1861 pour la garantie réciproque des œuvres d’art et d’esprit.
Un décret du 5 octobre 1864 le nomma sénateur du Second Empire. Il fut admis à la retraite comme ambassadeur le 6 janvier 1866.
Il a longtemps représenté le canton d'Ay au conseil général de la Marne, dont il fut l’un des vice-présidents.
Lui et sa femme Eleanor Jenkinson, épousée en 1830, ont 2 filles et 6 fils.

## Titres
- 2e duc de Montebello et de l'Empire (successeur à la mort de son père en 1809[13],[14]) ;
- Successeur à la possession des biens affectés à la dotation du majorat attaché au titre de duc de Montebello accordé à son père, le maréchal Jean Lannes.[13]
- « Pair de France » (membre de la Chambre des pairs) :
  - le 17 août 1815,
  - duc et pair héréditaire le 31 août 1817 (lettres patentes du 20 décembre 1817 enregistrées à la chambre des Pairs le 15 janvier 1818, et entérinées à la cour royale de Paris le 2 mai suivant[15],
  - Sans majorat[16].
  - Admis à siéger le 27 janvier 1827, il ne prit séance au Palais du Luxembourg qu'après la Révolution de 1830

## Décorations
- Grand-croix de la Légion d'honneur (30 octobre 1844)
- Ordre de Saint-André de Russie (conféré par l'Empereur de Russie après son séjour à Nice en 1864)

## Armoiries
| Figure | Blasonnement                                                                       |
|        | Armes du duc de Montebello, pair de France De sinople à l'épée haute en pal d'or., |

## Ascendance et postérité

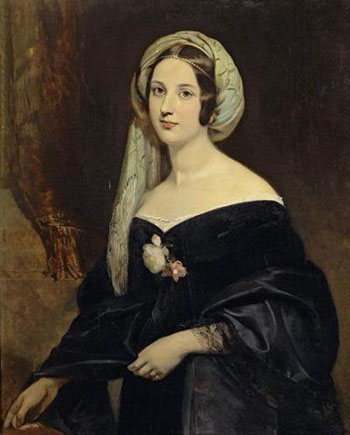
Eleonor Jenkinson (1810-1863), Claude Marie Dubufe.

Le duc de Montebello épousa, le 10 juillet 1830 à Londres, Eleonor (7 février 1810 - Londres † 14 octobre 1863 - Saint-Pétersbourg (Russie), fille de Sir Charles Jenkinson (en) (1779-1855), 10e baronet Jenkinson de Walcot et Hawkesbury (en), député de Douvres au parlement britannique (1806–1818).